# KFF Tirana
KFF Tirana es un club de fútbol femenino de Albania con sede en Tirana. Ellas compiten en el campeonato de fútbol femenino de Albania. KFF Tirana se formó en 2007 como KFF Tirana AS y luego cambió su nombre al nombre actual en 2022. Ellas han ganado un campeonato femenino de Albania en 2009 y una Copa femenina de Albania en 2010.